# Patrimonium pro futuro
Cenu Národního památkového ústavu (NPÚ) Patrimonium pro futuro s podtitulem Společenské ocenění příkladů dobré praxe vyhlašuje Národní památkový ústav od roku 2014 s cílem vyzdvihnout a společensky zvýraznit zdařilé realizace a počiny v oblasti památkové péče.

## Výběr oceněných počinů
Ocenění jsou udělována ve čtyřech základních kategoriích aktivitám ukončeným či realizovaným v předchozím kalendářním roce (počet i specifikace kategorií se během let měnily; zde stav pro rok 2022):
- Obnova památky
- Restaurování památky
- Památková konverze
- Objev, nález roku
- Prezentace a popularizace
- Záchrana památky

Hodnocení probíhá ve dvou fázích. Na podkladě odborného hodnocení územních odborných pracovišť NPÚ jsou předloženy nominace, reprezentující památkovou péči v jednotlivých krajích. Výběr oceněných památek provádí generální ředitelka NPÚ na základě stanoviska odborné komise. Od roku 2015 probíhá také internetová anketa, ve které může veřejnost podpořit jednoho reprezentanta z vyhlášených nominací. Vítěz veřejného hlasování obdrží cenu veřejnosti pojmenovanou Památky děkují. Za mimořádný přínos může generální ředitelka NPÚ udělit také ocenění významné osobnosti za přínos pro oblast památkové péče a mimořádným oceněním vyznamenat také významnou komplexní akci záchrany památky.
Cena spočívá ve stříbrné plaketě a je doplněna dalšími bonusy – předplatným časopisu Zprávy památkové péče a celoroční vstupenkou na zpřístupněné památky ve správě NPÚ pro nositele ocenění a jeho rodinu. Je udělována v září až listopadu, v návaznosti na Dny evropského dědictví.

## Ocenění za jednotlivé roky

### 2013
- Obnova památky, restaurování: Kostel sv. Kateřiny v Křižovatce v Karlovarském kraji
- Objev, nález roku: Objev systému výpustí rybníka Jordán v Táboře
- Prezentace hodnot: Občanské sdružení Omnium
- Záchrana památky: Záchrana části dvojvily bratří Čapků v Praze na Vinohradech a jejího unikátního inventáře
- Mimořádné ocenění generální ředitelky: Vladimír Moškoř za obnovu zámku v Červené Řečici a akademická malířka Karine Artouni za záchranu maleb Antonína Tuvory na stropě a stěnách tanečního sálu zámku Nebílovy
- Osobnost památkové péče: Prof. Tomáš Durdík, in memoriam

### 2014

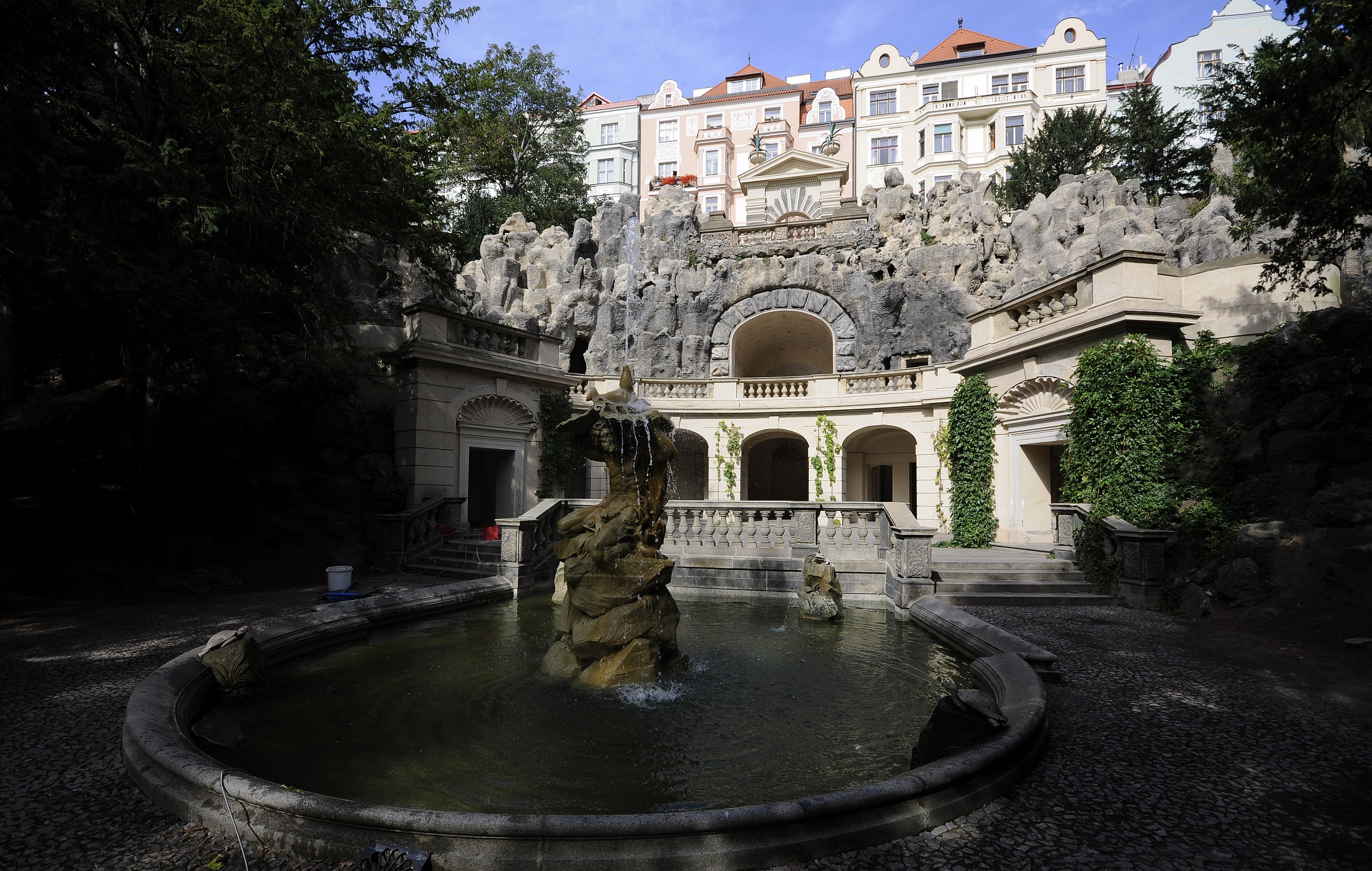
Grotta v Havlíčkových sadech v Praze-Vinohradech po obnově

S výsledky seznamuje tisková zpráva NPÚ. Slavnostní předání cen se konalo v kostele sv. Floriána v Ústí nad Labem – Krásném Březně.
- Obnova památky, restaurování: Obnova Havlíčkových sadů v Praze 2
- Objev, nález roku: Objev a restaurování středověkého stropu v bývalém klášteru klarisek v Českém Krumlově
- Prezentace hodnot: Činnost Sousedského spolku Merboltice
- Záchrana památky: Záchrana sušárny chmele v Odrlicích
- Mimořádné ocenění generální ředitelky: Záchrana, obnova a zprovoznění parostrojního pivovaru v Lobči
- Osobnost památkové péče: Za prezentaci kulturního dědictví na pamětních mincích udělena guvernérovi České národní banky
- Památky děkují (cena udělená na základě internetového hlasování veřejnosti): Záchrana oranžerie s hrnčírnou v Lomnici u Tišnova

### 2015
S výsledky seznamuje tisková zpráva NPÚ. Slavnostní předání cen se konalo 21. září 2016 na státním zámku v Náměšti nad Oslavou.
- Obnova tvrze v Hradeníně u Kolína (Zvláštní cena generální ředitelky NPÚ)
- Obnova „Rožmberské“ brány kláštera Vyšší Brod – restaurování renesančních vrat a nástěnných maleb na průčelí hlavní klášterní brány
- Obnova omítek a výměna střešní krytiny středověké tvrze v Sudkově Dole (Zvláštní cena generální ředitelky NPÚ)
- Spolek Ochránci památek pevnosti Josefov – Ravelin No. XIV
- Záchrana hradu Hartenberg v Hřebenech
- Památky děkují (cena udělená na základě internetového hlasování veřejnosti): Záchrana zříceniny hradu Templštejn u Jamolic
- Prof. Ing. arch. Jiří Škabrada, CSc. (plaketa pro osobnost památkové péče)

### 2016
S výsledky seznamuje tisková zpráva NPÚ. Slavnostní předání cen se konalo 3. října 2017 na státním zámku v Bučovicích.
Ocenění symbolizované stříbrnou plaketou získali
- Společnost pro obnovu památek Úštěcka za stavební obnovu kostela Nanebevzetí Panny Marie v Konojedech u Úštěku
- Město Odry za objev roubené konstrukce a malovaného stropu v hřbitovní kapli sv. Rodiny v Odrách
- Matematicko-fyzikální fakulta Univerzity Karlovy za záchranu a zpřístupnění rotundy sv. Václava na Malostranském náměstí v Praze
- Obec Horní Maršov a Hradní společnost Aichelburg za záchranu a obnovu hřbitovního kostela Nanebevzetí Panny Marie v Horním Maršově

Kromě toho byla též udělena tři zvláštní ocenění generální ředitelky NPÚ:
- Za obnovu domu čp. 29 v Palackého ulici v Telči je obdržel vlastník a investor Pavel Jerie
- Za záchranu a obnovu usedlosti čp. 12 v Kučerově její vlastníci Irena a Jan Dvořákovi
- Za celkovou obnovu výtopny v železniční stanici Kořenov vlastník a investor Železniční společnost Tanvald, o. p. s., a projektant Ivan Lejčar

Plaketou pro osobnost památkové péče byl za dlouhodobé aktivity ve prospěch kulturního dědictví v českých zemích, jeho úspěšnou propagaci a výraznou podporu oceněn Ian Kennaway.
Vítězem on-line hlasování veřejnosti Památky děkují se s 762 hlasy z celkem 4027 hlasujících stala záchrana a zpřístupnění rotundy sv. Václava na Malostranském náměstí v Praze.

### 2017
S výsledky seznamuje tisková zpráva NPÚ. Slavnostní vyhlášení se uskutečnilo 3. října 2018 na zámku v Jindřichově Hradci.
Ocenění symbolizované stříbrnou plaketou získali
- Petr Turek a Radka Turková za restaurování zámecké kaple v Návarově
- Muzeum hlavního města Prahy za objev Valentinské brány a hradby středověkého opevnění v domě na Kocandě
- Město Cheb a Nadační fond Historický Cheb za vytvoření prohlídkové trasy Pod střechami chebských domů, cesta napříč staletími
- Eliška Valdová a Igor Valda za záchranu zámeckého areálu v Třebešicích
- Osobnost památkové péče: Prof. Miloš Stehlík

Kromě toho byly též uděleny dvě zvláštní ocenění generální ředitelky NPÚ:
- Město Chodov za obnovu a restaurátorské práce v kostele svatého Vavřince v Chodově
- Pavel David za záchranu renesanční tvrze Kobylků z Kobylího v Podolí

Vítězem on-line hlasování veřejnosti Památky děkují se stala záchrana renesanční tvrze Kobylků z Kobylího v Podolí.

### 2018
S výsledky seznamuje tisková zpráva NPÚ. Slavnostní vyhlášení se uskutečnilo 2. října 2019 na zámku Lemberk.
Ocenění symbolizované stříbrnou plaketou získali
- Petr Všetečka a statutární město Zlín za obnovu Památníku Tomáše Bati ve Zlíně
- Římskokatolická farnost Těrlicko, Romana Balcarová a Lenka Helfertová za objev a restaurování malby Madony z Těrlicka
- Spolek Historie v terénu – Litvínovsko za vytvoření prezentaci historických zajímavostí za pomoci videí z terénu i počítačové animace
- Město Úpice za záchranu Dřevěnky
- Osobnost památkové péče: Andrej Šumbera

Kromě toho byla též udělena tři zvláštní ocenění generální ředitelky NPÚ:
- Městská část Praha 7 za celkovou obnovu vodárenské věže na Letné
- Obec Štědrá za obnovu zámku Štědrá
- Město Jaroměř za obnovu mostu Dr. Miroslava Tyrše v Jaroměři

Vítězem on-line hlasování veřejnosti Památky děkují se stalo restaurování mariánského sloupu v Poličce.

### 2019
S výsledky seznamuje tisková zpráva NPÚ. Slavnostní vyhlášení, které mělo proběhnout 14. října v Národním muzeu v Praze, se kvůli pandemii covidu-19 neuskutečnilo.
Ocenění symbolizované stříbrnou plaketou získali
- Lázně Luhačovice a.s. za obnovu lázeňské kolonády s halou Vincentka v Luhačovicích
- Archaia Brno za objev archeologického nálezu hradby z počátku 12. století na zámku v Břeclavi
- tým realizátorů expozice Od kamene k soše v obnoveném Městském muzeu Hořice
- Jan Havelka, Petr Pivoňka, Alena Pivoňková a Spolek Dubáci za obnovu Beranova hostince v Trávníčku
- Osobnost památkové péče: David Merta

Kromě toho byla též udělena tři zvláštní ocenění generální ředitelky NPÚ:
- Akademie výtvarných umění v Praze za obnovu Školy architektury AVU
- Spolek železniční historie Martinice v Krkonoších za otevření muzea a naučné stezky Nádraží Martinice
- Lenešický okrašlovací spolek za záchranu kostela svatého Šimona a Judy v Lenešicích

Vítězem on-line hlasování veřejnosti Památky děkují se stala obnova Beranova hostince v Trávníčku.

### 2020
S výsledky seznamuje tisková zpráva NPÚ.
Seznam nominací v kategoriích
Obnova památky
1. Obnova bývalé budovy Elektrických podniků hl. m. Prahy
2. Obnova bašty městského opevnění v Čáslavi
3. Obnova historické radnice v Táboře
4. Revitalizace národní kulturní památky Vodní hamr v Dobřívu
5. Obnova Schubertovy vily v Hrádku nad Nisou
6. Obnova rekreačního areálu Dachova
7. Rekonstrukce ocelového nýtovaného mostu v Poličce
8. Obnova venkovské synagogy v Polici (oceněna)
9. Obnova jídelny Libušín po rozsáhlém požáru (Cena generální ředitelky NPÚ)
10. Revitalizace konkatedrály Nanebevzetí Panny Marie v Opavě

Restaurování památky
1. Restaurování interiéru kostela Nejsvětějšího Jména Ježíše v Lánech
2. Odkryv a restaurování nástěnných maleb v kostele sv. Mikuláše v Nepomyšli (oceněno)
3. Restaurování obrazu Nanebevzetí Panny Marie z kostela sv. Vavřince ve Vysokém Mýtě
4. Restaurování uměleckých děl a prvků v areálu baziliky na Svatém Kopečku

Památková konverze
1. Konverze provozovny bývalého železářství „Koula a syn“ v Praze (oceněna)
2. Konverze měšťanského domu čp. 105 v Třeboni
3. Konverze keramické továrny Kocanda v Kravsku

Objev, nález roku
1. Objev a restaurování nástropní malby na zámku v Horažďovicích
2. Nález středověkých stavebních konstrukcí topenišť v klášteře na Velehradě (oceněno)
3. Objev neznámých částí románského ústupkového portálu v kostele ve Starém Městě u Bruntálu

Prezentace a popularizace
1. Veřejné dílny historických řemesel v Chebu
2. Jizerskohorské technické muzeum v Bílém Potoce (oceněno)
3. Nové lapidárium na zámku v Oslavanech
4. Výstava a kniha „o městě, krajině, umění“ Olomouce
5. Dokumentace architektonické plastiky s tematikou práce

Záchrana památky
1. Rekonstrukce neorenesanční vily v Roztokách u Prahy
2. Záchrana pozdně gotického krovu domu čp. 130 v Českém Krumlově
3. Záchrana roubenky v Trnové
4. Záchrana gotického domu v Žatci (oceněno)
5. Oprava a restaurování kaple Božího hrobu v Liberci
6. Záchrana dřevěné studny u Ostrova u Chrudimi
7. Rekonstrukce osobní lodi Dallas
8. Záchrana areálu valašské venkovské usedlosti čp. 285 v Karolince

Příkladná správa a prezentace památkových objektů
1. Zdeněk Henig a Státní zámek Benešov nad Ploučnicí
2. Milan Pruner a Městský palác Templ v Mladé Boleslavi
3. Pavel Slavko a Státní hrad a zámek Český Krumlov
4. Jana Germenis-Hildprandt a zámek Blatná (oceněna)
5. Jaroslav Bušta a Státní zámek Slatiňany
6. Ivana Holásková a Státní zámek Lednice

Osobnost památkové péče. Oceněn Karel Schmied; za dlouholetou činnost na poli ochrany, obnovy a propagace chebské lidové architektury, jíž zásadně přispěl k uchování památek.
Památky děkují – cena veřejnosti. Obnova bývalé budovy Elektrických podniků hl. m. Prahy.
Cena generální ředitelky NPÚ. Obnova jídelny Libušín na Pustevnách po rozsáhlém požáru.

### 2021
Cena se udílí v roce 2022.
Nominace v jednotlivých kategoriích:
I. Obnova památky
- Obnova kostela sv. Václava ve Staré Boleslavi (Středočeský kraj)[9]
- Obnova špýcharu venkovské usedlosti v obci Zbudov (Jihočeský kraj)[10]
- Obnova glorietu v Růžové zahradě děčínského zámku (Ústecký kraj)[11]
- Obnova Jurkovičových zásahů na hradě Kunětická hora (Pardubický kraj)[12]
- Rekonstrukce vchodového objektu tvrze Bouda (Pardubický kraj)[13]
- Obnova zámecké kaple v Budišově (Kraj Vysočina)[14]
- Obnova střešního pláště zámku Lešná u Zlína (Zlínský kraj)[15]
- Obnova kostela s klášterním rajským dvorem ve Fulneku (Moravskoslezský kraj)[16]

II. Restaurování památky
- Celková obnova zahradního schodiště zámku Troja (hl. m. Praha)[17]
- Restaurování epitafu Jana Hodějovského z Hodějova (Jihočeský kraj)[18]
- Restaurování morového sloupu se sochou Plzeňské madony (Plzeňský kraj)[19]
- Restaurování sochařské výzdoby kostela v Milešově (Ústecký kraj)[20]
- Restaurování barokní kazatelny v Bozkově (Liberecký kraj)[21]
- Restaurování oltáře Panny Marie z kostela v Chrudimi (Pardubický kraj)[22]
- Restaurování souboru čtyř bočních oltářů v kostele sv. Jakuba Staršího v Kostelci na Hané (Olomoucký kraj)[23]
- Restaurování sloupu Nejsvětější Trojice v Kroměříži (Zlínský kraj)[24]

III. Památková konverze
- Centrum obnovy společného kulturního dědictví (Jihomoravský kraj)[25]

IV. Objev, nález roku
- Archeologický odkryv gotické Horské brány a opevnění (hl. m. Praha)[26]
- Nález renesančních maleb v kostele v Úlicích (Plzeňský kraj)[27]
- Nález gotických maleb v kostele v Kozlově (Karlovarský kraj)[28]
- Objev maleb v litoměřickém kostele Všech Svatých (Ústecký kraj)[29]
- Objev rudního mlýna ze 13. století (Kraj Vysočina)[30]
- Objev pozdně gotické sochy Ukřižování v Moutnicích (Jihomoravský kraj)[31]

V. Prezentace a popularizace
- Televizní magazín Z metropole a jeho osvětový význam (hl. m. Praha)[32]
- Prezentace barokních soch v obecním lapidáriu v Čimelicích (Jihočeský kraj)[33]
- Soustavný výzkum a prezentace ohrožených továrních komínů (Královéhradecký kraj)[34]
- Udržování tradice a popularizace zvonického řemesla v Čisté (Pardubický kraj)[35]
- Expozice Skrytý středověk na zámku v Bílovci (Moravskoslezský kraj)[36]

VI. Záchrana památky
- Záchrana kostela a venkovské usedlosti v Dubci (Plzeňský kraj)[37]
- Záchrana Městské dvorany v Lokti (Karlovarský kraj)[38]
- Záchrana hradu Vízmburk (Královéhradecký kraj)[39]
- Transfer a obnova stodoly ze Skaličky (Olomoucký kraj)[40]
- Záchranné práce na paláci hradu Starý Světlov (Zlínský kraj)[41]
- Záchrana motorového železničního vozu Slovenská strela (Moravskoslezský kraj)[42]

### 2022
Cena se udílí v roce 2023.
Nominace v jednotlivých kategoriích:
Obnova památky
- Obnova barokní kaple sv. Václava v Suchdole
- Celková obnova domu a restaurování interiéru bytu Semlerových v Plzni a jeho zpřístupnění veřejnosti
- Oživení pevnosti Josefov a další obnovy městského opevnění (2019–2022)
- Celková stavební obnova areálu výcviku koní v Heřmanově Městci
- Obnova a restaurování hradního kostela sv. Prokopa ve Strakonicích

Kategorie Restaurování
- Obnova interiéru kostela Narození Panny Marie v Domažlicích
- Restaurování renesančního kazetového stropu druhotně osazeného na SH Švihov
- Objev a restaurování nástěnných maleb v kněžišti kostela sv. Petra a Pavla ve Strýčicích
- Celková obnova kostela sv. Kříže v Javorníku, restaurování plošné freskové výzdoby
- Restaurování scaglioly obětní menzy hlavního oltáře v kostele sv. Tomáše v Brně

Kategorie Památkové konverze
- Konverze bývalých městských jatek na galerii současného umění PLATO

Kategorie Objev, nález roku
- Archeologický objev vybavení královské mincovny ze 13. století v Jihlavě
- Objev nejstarší sakrální stavby přemyslovského Znojemska
- Objev archeologických pozůstatků středověké dymné jizby s pecí a ohništěm v Novém Jičíně

Kategorie Prezentace a popularizace
- Instalace nových expozic v obnovené historické budově Armádního muzea Žižkov
- Publikace Posvátné umění v nesvaté době | České sakrální umění 1948–1989
- Prezentace výtvarné a interaktivní expozice Freudovy pravnučky Jane McAdam Freud v rodném domě Sigmunda Freuda v Příboře
- Katalog a výstava Moravská zemská obrazárna (1817–1961)

Kategorie Záchrana památky
- Zprovoznění stávajícího šestnáctikabinového páternosteru v Petschkově paláci bez systémových technologických a konstrukčních změn
- Záchrana areálu vodního mlýna čp. 19 ve Vepřku
- Obnova kruhové cihlářské pece v Kasejovicích
- Záchrana synagogy a domu čp. 200 v Žatci
- Záchrana renesanční věže zámku v Moravském Krumlově